# Büyükyıldız, Tokat
Büyükyıldız là một thị trấn thuộc thành phố Tokat, tỉnh Tokat, Thổ Nhĩ Kỳ. Dân số thời điểm năm 2011 là 1.483 người.